# His Private Secretary
His Private Secretary é um filme norte-americano de 1933, do gênero comédia, dirigido por Phil Whitman e estrelado por Evalyn Knapp e John Wayne.

## A produção
Documentários sobre Wayne, mal escalado como um playboy, frequentemente mostram cenas de His Private Secretary para provar sua canastrice nos anos que antecederam sua associação com John Ford.

## Sinopse
Dick Wallace está mais interessado em vinho e mulheres do que em trabalhar com seu pai, um empresário de Nova Iorque. Um dia, porém, ele conhece a bela Marion, neta do reverendo Hall, e sua vida, enfim, ganha um significado.

## Elenco
| Ator/Atriz        | Personagem     |
| ----------------- | -------------- |
| Evalyn Knapp      | Marion Hall    |
| John Wayne        | Dick Wallace   |
| Reginald Barlow   | Senhor Wallace |
| Alec B. Francis   | Reverendo Hall |
| Arthur Hoyt       | Little         |
| Natalie Kingston  | Polly          |
| Patrick Cunning   | Van            |
| Al St. John       | Tom            |
| Hugh Kidder       | Jenkins        |
| Mickey Rentschler | Joe Boyd       |